# Carabinae
Carabinae zijn een onderfamilie van de loopkeverfamilie (Carabidae). De wetenschappelijke naam werd voor het eerst geldig gepubliceerd in 1802 door Latreille.

## Tribus
- Carabini Latreille, 1802[1]
- Ceroglossini Lapouge, 1927
- Cychrini Perty, 1830
- Pamborini Hope, 1838